# Gongylotaxis rechingeri
Gongylotaxis es un género monotípico de planta herbácea perteneciente a la familia Apiaceae. Su única especie: Gongylotaxis rechingeri, es originaria de Afganistán.

## Taxonomía
Gongylotaxis rechingeri fue descrita por  Pímenov & Kliuikov y publicado en Edinburgh Journal of Botany 53(2): 188, f. 1A–C. 1996.
Sinonimia
- Scaligeria gongylotaxis Rech.f.	[3]